# Trifolium erubescens
Trifolium erubescens är en ärtväxtart som beskrevs av Edward Fenzl. Trifolium erubescens ingår i släktet klövrar, och familjen ärtväxter. Inga underarter finns listade i Catalogue of Life.